# Dương Lâm Na
Yang Lina (Tên tiếng Việt: Dương Lâm Na; sinh ngày 13 tháng 4 năm 1994) là nữ cầu thủ bóng đá chuyên nghiệp người Trung Quốc hiện đang thi đấu ở vị trí tiền vệ kiến thiết cho Levante Las Planas Women’s theo dạng cho mượn từ Shanghai Shengli và Đội tuyển bóng đá nữ quốc gia Trung Quốc.

## Danh hiệu và Thành tích

### ĐTQG nữ Trung Quốc

##### Cúp bóng đá nữ châu Á
- Vô địch: 2022